# Nikolai Makarov (Künstler)

Nikolai Makarov, 2021

Nikolai Georgijewitsch Makarov (russisch Николай Георгиевич Макаров; * 21. Juli 1952 in Moskau, Sowjetunion) ist ein zeitgenössischer deutscher Maler mit russisch-deutscher Sozialisation. International bekannt ist Makarov als moderner Vertreter des Symbolismus. Seine Werke entstehen in den altmeisterlichen Techniken der kontraststarken Chiaroscuro-Malerei mit zarten Sfumato-Lasuren in Kombination mit hochfeinen über Airbrush aufgetragenen Farbpigmenten. Die Wirkung von Makarovs Bildern auf Leinwand entzieht sich einer zeitlich eindeutigen Verordnung.

## Leben
Als Sohn eines KGB-Offiziers im Auslandsgeheimdienst verbrachte Nikolai Makarov seine Zeit als Teenager in der Hauptstadt der DDR. Nach dem Schulabschluss zog er nach Moskau und studierte von 1969 bis 1972 Französische und Deutsche Sprache am Fremdsprachen-Institut Maurice Thorez, inzwischen umbenannt in Staatliche Linguistische Universität Moskau.
Aufgrund seiner Kritik an der Sowjetunion, der Gründung des Dissidentenzirkels Die Höhle des Löwen und leichtfertig geäußerten Überlegungen zur Ausreise in den Westen, wurde Nikolai Makarov 1972 zum Militärdienst einberufen und in das Grenzgebiet der UdSSR zur Volksrepublik China strafversetzt.
Ab 1974 arbeitete Nikolai Makarov als Kulissenbauer in den Werkstätten des staatlichen Filmstudios Mosfilm für den Vierteiler Till Ulenspiegel der Regisseure Alexander Alow und Wladimir Naumow. Er heiratete seine Freundin Christel Trage aus Ostberlin und durfte 1975 zu ihr umsiedeln. Bis 1980 studierte er Geschichte und Slawistik an der Humboldt-Universität zu Berlin.
Bereits zu dieser Zeit beschäftigte sich Makarov mit altmeisterlichen Maltechniken, mit Radierung und Monotypie und entwickelte figurative Bildreihen.
1984 wurde er an der Akademie der Künste angenommen und studierte Bildende Kunst.
Noch in der Studienzeit folgten Ausstellungen in der Ostberliner Weidendamm Galerie gegenüber dem Tränenpalast, in der Galerie am Thomaskirchhof in Leipzig und in den Ausstellungsräumen von Schloss Hoyerswerda: Sein Bilderzyklus Die späte Freiheit thematisiert „die persönlichen Krisen einer um ihr Leben betrogenen Generation, die ihre Freiheit nicht mehr auszukosten imstande sein wird, sich selbst befragt und konstatiert, dass sie mit dem Leben eine Rechnung offen hat.“
1987 schloss Makarov das Studium als Meisterschüler von Werner Klemke ab, wurde aber in den Verband Bildender Künstler der DDR nicht aufgenommen. Aufgrund der Fürsprache seines renommierten Professors und dem Umstand, dass Makarov kein Bürger der DDR war, konnte er Studienreisen nach Österreich unternehmen.
Die Aufenthalte in Wien führten Makarov in den Künstlerkreis um Rudolf Hausner und zu den Vertretern der Wiener Schule des Phantastischen Realismus wie Ernst Fuchs und Friedensreich Hundertwasser.
Ab 1988 wurde Makarov Korrespondierendes Mitglied der Gesellschaft bildender Künstler Österreichs, Künstlerhaus.
1990 erhielt Nikolai Makarov die deutsche Staatsbürgerschaft.

## Werk

### Maler
Bereits an der Ostberliner AdK hatte sich Nikolai Makarov mit den Techniken der Grafik und klassischen Ölmalerei vertraut gemacht. Seinen höchst eigenständigen Ausdruck entwickelte Makarov aus der Kombination von den ursprünglich Leonardo da Vinci zugeschriebenen Sfumato-Lasuren mit moderner Airbrush-Technik und Acrylfarbe in einer starken Kontrastierung.
Im Stil des Symbolismus, mitunter auch in Anlehnung an den Phantastischen Realismus, dessen Vertreter u. a. Arik Brauer, Rudolf Hausner, in Fotografie und Film auch David Hamilton sind, thematisieren seine Bildserien u. a Tanzszenen des Bolschoi-Balletts, vergessene Treppenaufgänge venezianischer Hinterhäuser, Kanalbrücken, oder Goldfische in der Isolation ihrer Glashalbkugeln.
Ab Mitte der 1990er Jahre bis 2000 entstehen Arbeiten in New York City: charakteristische Häuserschluchten, Straßenzüge, bekannte Symbolbauten. Hierbei schürt Makarovs malerische Interpretation den Zweifel an ihrer tatsächlichen Existenz. Zum Szenenbild des US-amerikanischen Mystery-Thrillers Im Auftrag des Teufels steuerte er für den Betonbunker des Satans das Gemälde hinter dessen Schreibtisch bei. Das Bild unterstreicht Makarovs künstlerischen Ansatz zur Mehrdeutigkeit mit Hilfe der Chiaroscuro-Technik; nach Abschluss der Dreharbeiten wurde es Teil der Kunstsammlung Al Pacinos.
Makarovs weitere Sujets sind Akte, Halbakte, Stillleben und Landschaften.
2007 formuliert Maximilian Keller in Die Welt: „Die Landschaften erscheinen wie Märchenwelten. Umhüllt von einer Art Schleier auch die Akte und Porträts. Als ob sie im Auftauchen begriffen wären (…) Nikolai Makarov ist ein Magier unter den Malern. Einer der mit wenigen Kunstgriffen aber viel Kunst verzaubern kann. Einer der in New York mittlerweile bekannter ist als in Berlin.“
Durchgängig steht hinter Makarovs Ästhetik der Antrieb zur Verführung in das Mehrsinnige: „Man muss die Menschen zum Nachdenken bringen, ihnen jene Gegensätzlichkeit vor Augen führen, die alles Sein ausmacht und die eigentlich immer mein Ausgangspunkt war und ist: die Doppelheit von Leben und Tod, von Licht und Nacht“, so Nikolai Makarov anlässlich seiner Ausstellung im ARD-Hauptstadtstudio 2007.
Sieben Jahre später widmet ihm die Galerie Friedmann-Hahn eine One-Artist-Show unter dem Titel Meister des Vagen sowie ein 5-minütiges Videoportrait. Heimo Schwilk schreibt: „Makarov zielt mit dem souverän angewandten Stilmittel des Clair-obscur, dem Wechselspiel aus Licht und Schatten, auf ein Drittes, auf das Numinose, das Ungesonderte, den Raster hinter Raum und Zeit.“
Weich und verschwommen tauchen die Porträts von prominenten Zeitgenossen oder den Idolen der Popmusik aus dem Dunkel heraus. Mittels Einbeziehung der Luftperspektive entziehen sie sich ihrer zeitlichen Verortung: Andy Warhol, Jimi Hendrix, Marilyn Monroe, Udo Lindenberg, Freddie Mercury oder Mick Jagger. Als Bildzyklen verstehen sich auch die sechs Schauspieler des James Bond, die prominenten Bond-Girls und als Solitär das Gemälde zum prägnantesten Element des 007-Fuhrparks: der Aston Martin DB5.
Makarovs Intension zur zeitlichen Neutralität wirkt ebenso umgekehrt: In der Grabkapelle der Nikolaikirche und anstelle der im Jahr 1724 von einem unbekannten Künstler des Barocks gemalten Auferstehung Jesu Christi – seit den Wirren des Zweiten Weltkriegs gilt das Gemälde als verschollen – präsentierte Makarov Ende 2021 seine Interpretation der Auferstehung.
Albrecht Henkys, Kurator der Stiftung Stadtmuseum Berlin, beschreibt die Wirkung: „Nicht in klaren Konturen, sondern ins Räumliche aufgelöst und von innen heraus leuchtend, scheinen seine Figuren vor den Betrachtenden auf.“
Die Höhe des großformatigen Bilds überstieg selbst die für Makarovs Atelier üblichen Dimensionen und entstand querliegend.

### Performance
Im Jahr 2000, als Makarov erstmalig zu einem Wettrennen mit Kakerlaken in seinem Atelier in der Chausseestraße 131 einlud, erinnerte der Künstler mit dieser Performance an die in den 1910er und 1920er Jahren von verarmten russischen Auswanderern in Konstantinopel und Paris veranstalteten Wettrennen mit Küchenschaben: „Als Emigrant bist du so unerwünscht wie Ungeziefer. Aber als Showact akzeptiert man dich“, begründete er seine metaphorische Motivation gegenüber der B.Z. Szenen des Kakerlakenrennens aus der Verfilmung des Theaterstücks Die Flucht von Michail Bulgakow verdeutlichen den historischen Hintergrund Makarovs Kunstaktion.
Das fünfte Kakerlakenrennen startete 2001 im Tränenpalast am Bahnhof Berlin Friedrichstraße unter dem Titel: Amoklauf im Regierungsviertel, und das sechste Rennen war benannt nach dem scheidenden Festspielleiter der Berlinale, Moritz de Hadeln.
Die Comedy-Show TV total vom 14. Februar 2001 zitierte den Bericht aus der Magazinsendung Polylux, und Stefan Raab veranstaltete anlässlich Makarovs Nominierung für den Raab der Woche ein Rennen im Fernsehstudio.
Inzwischen finden die Veranstaltungen jährlich zum orthodoxen Neujahr am 13. Januar und mitunter als alternatives Fußballevent mit jeweils zwei Akteuren statt. An den Start gehen südamerikanische Totenkopfschaben (lat. Blaberus craniifer) aus Makarovs eigener Züchtung.

### Museum der Stille
Seit 1992 verfolgt Nikolai Makarov im Projekt: Museum der Stille die Möglichkeiten der Konzeptkunst in größtmöglicher Nachhaltigkeit. „Imaginationskraft und unbewußte Gefühle sollen durch eine „Aura unsichtbar anwesenden Schweigens" (Jan Hoet) erweckt werden“, verdeutlicht Jürgen Schilling und geht im Weiteren auf die Präsentation der großformatigen Gemälde ein: „nebelhafte Wolken- und Landschaftsfragmente, vorwiegend in einem dämmrig-atmenden schwarzbraun gehalten sowie die umgestalteten Räumlichkeiten, in ihrer intensiven Farbigkeit, dienen als optische und räumliche Unterstützung.“
Im Rahmen der Langen Nacht der Museen im August 2015 untersuchte Thorsten O. Zander für die TU-Berlin die Wirkung auf den Betrachter. Inzwischen ist der Neurowissenschaftler Experte für Brain-Computer-Interfaces an der Brandenburgische Technische Universität Cottbus-Senftenberg (B-TU). Die Reportage des Arte Journals befindet sich auf der Website der Universität.
Abgetrennt von den Gemälden sowie einigen Exponaten zur Architektur u. a von Franco Stella, Sergei Tchoban, Volker Staab, Max Dudler, betreten Besucher Makarovs Installation zur Erinnerung an die Opfer der stalinistischen Gewaltherrschaft: Der karge Gulag-Gedenkraum ist an Decke und Wänden vollständig mit Platten aus Torf verkleidet. Der Boden besteht aus einem Belag maroder Leinentücher: Lebendig begraben, so die intendierte Assoziation der Arbeit aus 2021.
Peter Raue beschreibt diesen Ort als „säkularisierten Andachtsraum inmitten des quirligen Berliner Bezirks Mitte.“

## Stiftung
Im Jahr 1998 erhielt Makarov von der ukrainisch stämmigen Klimatologin Xenia Mawritzky den Auftrag, ihr Vermögen in eine Stiftung zu überführen.
Seitdem verfolgt die nach ihrem verstorbenen Sohn benannte Sergej-Mawrizki-Stiftung das Ziel, den kulturellen Austausch zwischen Russland und den Ländern der ehemaligen Sowjetunion mit der Bundesrepublik Deutschland zu fördern.
Seit 2004 ist die Stiftung einer der Förderer des Internationalen Literaturfestivals Berlin (ilb) und hat von 2005 an Lesungen und Musikaufführungen sowie Darbietungen von Tanz und Theater organisiert.
Im Weiteren wurde der ursprüngliche Sitz der Sergej-Mawrizki-Stiftung von Heidelberg in die Berliner Linienstrasse 154a verlegt.
Im Jahr 2014 wurde entschieden, die Räume der Stiftung gemeinsam mit dem Museum der Stille e.V. zu nutzen. Dazu übertrug Makarov den Sitzungsvorstand an die Anwaltskanzlei Rainer Prinz und bekleidet seither nur den Ehrenvorsitz.
Nikolai Makarov lebt in Berlin und ist inzwischen mit Elena Makarov verheiratet.

## Wissenswertes
Nikolai Makarov darf nicht verwechselt werden mit dem gleichnamigen Mathematiker, nicht mit der Familie des Erfinders der Makarow-Pistole, und auch nicht mit der des russischen Armeegenerals Nikolai Jegorowitsch Makarow.

## Einzelausstellungen (Auswahl)
- 2022 Girls Bond by Makarov, Eikelmann Galerie, Düsseldorf
- 2021 The Mystery of Beauty, Musée Imaginaire, Benjamin Eck Projects, München
- 2020 The Mystery of Beauty, Musée Imaginaire, Galerie Friedmann-Hahn im International Club, Berlin
- 2018 Be Still, Waterfall Mansion Gallery, New York (USA)
- 2018 Kunsthalle Am Arlberg, St. Anton (AUT)
- 2018 CWC Gallery, Berlin
- 2018 Preparing for Darkness, Kühlhaus am Gleisdreieck, Berlin
- 2018 History of National Football, Triumph Gallery, Moskau (RUS)
- 2018 24beaubourg & Bermel von Luxburg Gallery, Paris (F)
- 2017 Luxburg Art & Mario Bermel, Berlin
- 2017 Fernab liegt die Welt, Neue Kunst Galerie, Karlsruhe
- 2016 Galerie Friedmann-Hahn, Berlin
- 2016 Spuren des Lichts, Galerie Commeter, Hamburg
- 2015 Museum der Stille, Berlin
- 2015 Nikolai Makarov, Neue Kunst Gallery, Karlsruhe
- 2015 James Bond by Nikolai Makarov, Burkhard Eikelmann Galerie, Düsseldorf
- 11.2014 - 01.2015 Nikolai Makarov – Meister des Vagen, Galerie Friedmann-Hahn, Berlin
- ab 2014 Museum der Stille, Berlin
- 2014 Architexture, Mimi Ferzt Gallery, New York (USA)
- 2014 Nikolai Makarov, Neue Kunst Gallery, Karlsruhe
- 2014 Nikolai Makarov, Galerie Friedmann-Hahn, Berlin
- 2013 Perm State Art Gallery, Perm (RUS)
- 2013 Nikolai Makarov, Galerie Friedmann-Hahn, Berlin
- 2103 On Stage, Mimi Ferzt Gallery, New York (USA)
- 2012 Nikolai Makarov, New Works, Mimi Ferzt Gallery, New York (USA)
- 2012 Nikolai Makarov, Galerie Friedmann-Hahn, Berlin
- 2011 Parafulmine, Kühlhaus am Gleisdreieck, Berlin
- 2011 In Moonlight, Mimi Ferzt Gallery, New York (USA)
- 2011 CWC Gallery, Berlin
- 2011 Nikolai Makarov, Galerie Friedmann-Hahn, Berlin
- 2010 Zwiegespräche, Kühlhaus am Gleisdreieck, Berlin
- 2009 Tretjakow Galerie, Moskau (RUS)
- 2009 Triumph Gallery, Moskau (RUS)
- 2009 Traces of Light, Galerie Noordeinde, Den Haag (NL)
- 2008 Makarov in White, Mimi Ferzt Gallery, New York (USA)
- 2008 Romantic Urbanism, Triumph Gallery, Moskau (RUS)
- 2006 Moskau – Berlin, ARD‐Hauptstadtstudio, Berlin
- 2005 Horizonts, Mimi Ferzt Gallery, New York (USA)
- 2005 Schoen and Nalepa Galerie, Berlin
- 2004 Europe, Mimi Ferzt Gallery, New York (USA)
- 2003 New York Revisited, Mimi Ferzt Gallery, New York (USA)
- 2003 Nikolai Makarov, KURT Foert/Garanin, Berlin
- 2002 Nikolai Makarov, New Works, Mimi Ferzt Gallery, New York (USA)
- 2001 Nikolai Makarov, New Works, Mimi Ferzt Gallery, New York (USA)
- 2000 Nikolai Makarov, New Works, Mimi Ferzt Gallery, New York (USA)
- 2000 Print‐Triennale, Grenchen (CH)
- 1999 Nikolai Makarov, Mimi Ferzt Gallery, New York (USA)
- 1999 Nikolai Makarov, Infobox, Berlin
- 1997 Art Box, Waregem (B)
- 1997 New Paintings and Meditation Room, Mimi Ferzt Gallery, New York (USA)
- 1996 American Business Center, Berlin
- 1996 Raum der Stille, Schloss Kröchlendorff, Brandenburg
- 1996 Nikolai Makarov, Mimi Ferzt Gallery, New York (USA)
- 1995 Nikolai Makarov, Mimi Ferzt Gallery, New York (USA)
- 1995 Art Box, Waregem (B)
- 1994 Das Stille Museum, Berlin
- 1991 Die Verschwörung, Blue Point Galerie, Berlin
- 1991 Dialog mit Rembrandt, Akademie der Künste, Berlin
- 1990 Die Verschwörung, Avantgarde Galerie, Berlin
- 1989 Die späte Freiheit, Kunstamt Tempelhof, Berlin
- 1986 Die späte Freiheit, Schlossmuseum, Hoyerswerda (DDR)
- 1986 Die späte Freiheit, Thomaskirchhof Galerie, Leipzig (DDR)
- 1986 Die späte Freiheit, Weidendamm Galerie, Berlin (DDR)

## Gruppenausstellungen (Auswahl)
- 2022 Gallery Estrella, New Orleans (USA)
- 2022 Art Karlsruhe, Art Gallery Michael Oess, Karlsruhe
- 2020 15 Jahre, Galerie Friedmann-Hahn, Berlin
- 2020 Bermel von Luxburg Gallery, Berlin
- 2019 Sound of Silence, Neue Kunst Gallery, Karlsruhe
- 2019 Kunstessenzen XX, Galerie Friedmann-Hahn, Berlin
- 2018 Nikolai Makarov, Michel Wirthle, Elvira Bach, Kunsthalle Arlberg (AUT)
- 2018 Waterfall Gallery, New York City, New York (USA)
- 2018 Group Show, Bermel von Luxburg Gallery, Berlin
- 2018 Art Capital, 24beaubourg & Mario Bermel, Grand Palais, Paris (F)
- 2016 Paris Calling! , Mario Bermel & 24beaubourg, Paris (F)
- 2009 Klassik trifft Moderne, Fasanengalerie, Berlin
- 2008 Visioni per la Città, Chiesa dell' Incoronata, Neapel (I)
- 2007 Kopfgefäße (Helmets), Staatliche Museen zu Berlin, Museum für Vor‐ und Frühgeschichte, Berlin
- 2006 Meeting Pirosmani, National Museum Tblisi (Georgien)
- 2006 Modern Landscapes, Burkhard Eikelmann Galerie, Düsseldorf
- 2006 Animalсity, Kunstverein Wolfsburg, Wolfsburg
- 2006 Mimi Ferzt Gallery, New York (USA)
- 2005 Mimi Ferzt Gallery, New York (USA)
- 2004 Portraits, Mimi Ferzt Gallery, New York (USA)
- 2000 Hilgemann Galerie, Berlin
- 1999 Nudes, Mimi Ferzt Gallery, New York (USA)
- 1999 Ten Years After the Fall of the Berlin Wall, Parliament Gallery, Berlin
- 1998 Symposium on Spirituality in Art, Arnot Art Museum, Elmira, New York (USA)
- 1997 Re-presenting Representation III, Arnot Art Museum, Elmira, New York (USA)
- 1997 Graphic‐Triennale, Grenchen, Schweiz (CH)
- 1997 Celebrating the Still Life, Mimi Ferzt Gallery, New York (USA)
- 1996 Art & Money, Themenausstellung, zusammen mit E. Arroyo, J. Beuys, K. Haring, A. Warhol u. a. Galerie Schoen + Nalepa in Berlin